# Домик в дюнах
«Домик в дюнах» — советский художественный фильм, снятый на Рижской киностудии в 1963 году. Премьера — март 1964 года (Рига), 25 января 1965 года (Москва)

## Сюжет
Мастер судовых двигателей, отработав своё, решил уйти на пенсию. Мечтая о тихой и спокойной жизни, он хочет поселиться с женой и внуком Володей у моря. Казалось, мечта реализовалась — найден уютный домик, выставленный на продажу пенсионером, бывшим рыбаком. Но дедушке и внуку становится известно, что хозяин домика готов расстаться с ним только потому, что его семья попала в тяжёлое положение. Подумав, дедушка с Володей решают деньги, собранные на покупку дома, отдать взаймы старому рыбаку.

## В ролях
- Николай Сергеев — дед
- Варвара Попова — бабушка
- Агрис Муйжниекс — Володя
- Хуго Лаур — рыбак
- Михаил Васильев — Бубик
- Карина Ярмолинская — девочка
- Бруно Оя
- Павел Кашлаков
- Аусма Зиемеле

В эпизодах снимались: Харий Авенс, Улдис Пуцитис, Рафаил Ракитин, Велга Вилипа, Ансис Крейцбергс.

## Съёмочная группа
- Автор сценария — Фёдор Кнорре
- Режиссёры — Аркадий Кольцатый и Анатолий Маркелов
- Оператор — Гвидо Скулте
- Композитор — Маргер Зариньш
- Художники — Гунарс Балодис и Виктор Шильдкнехт